# Ольджинате
Ольджинате (італ. Olginate) — муніципалітет в Італії, у регіоні Ломбардія,  провінція Лекко.
Ольджинате розташоване на відстані близько 500 км на північний захід від Рима, 45 км на північний схід від Мілана, 6 км на південь від Лекко.
Населення — 7088 осіб (2014).
Щорічний фестиваль відбувається 21 січня. Покровитель — Sant'Agnese.

## Демографія
Населення за роками:

Станом на 1 січня 2023 року в муніципалітеті офіційно проживало 611 іноземців з 53 країн, серед них 56 громадян країн Євросоюзу та 10 громадян України.

## Сусідні муніципалітети
- Айруно
- Бривіо
- Калольцьокорте
- Гальб'яте
- Гарлате
- Вальгрегентіно
- Веркураго